# Lignon du Velay
Der Lignon du Velay ist ein Fluss in Frankreich, der im Département Haute-Loire in der Region Auvergne-Rhône-Alpes verläuft. Er entspringt nordwestlich des Mont Mézenc, an der Gemeindegrenze von Chaudeyrolles und Saint-Front. Der Lignon de Velay entwässert generell Richtung Nord, durchquert die Landschaft des Velay und mündet nach rund 85 Kilometern beim Ort Pont de Lignon, im Gemeindegebiet von Saint-Maurice-de-Lignon, als rechter Nebenfluss in die Loire.
Nicht zu verwechseln mit dem gleichnamigen Fluss Lignon du Forez, der bei Feurs ebenfalls in die Loire einmündet! Für weitere gleichnamige Bedeutungen siehe Lignon (Begriffsklärung).

## Orte am Fluss
- Fay-sur-Lignon
- Le Chambon-sur-Lignon
- Tence
- Saint-Maurice-de-Lignon